# Киселёв, Сергей Иванович (Герой Советского Союза)
Сергей Иванович Киселёв (Сергей Викторович Адольф, 1919 — 1945) — капитан Рабоче-крестьянской Красной Армии, участник Великой Отечественной войны, Герой Советского Союза (1944).

## Биография
Сергей Адольф родился в 1919 году в Севастополе, в семье краскома, военного лётчика, лётчика-испытателя Киевского авиазавода Виктора Адольфа. После окончания 9-и классов школы и киевского аэроклуба, призван в 1937 Одесским райвоенкоматом на службу в РККА. Продолжил обучение авиации и в армии, окончил в 1940 Одесскую военную авиационную школу лётчиков. В 1942 принят в члены ВКП(б). В Великой Отечественной войне с 22 июня 1941.
Во время войны командовал авиаэскадрильей 162-го истребительного авиационного полка 309-й истребительной авиационной дивизии 1-й воздушной армии, затем, в декабре 1944 переведён на должность инструктора по технике пилотирования. С апреля 1942 по январь 1943 проходил обучение в Военно-Воздушной академии имени Н. Е. Жуковского. Во время войны летал на следующих самолётах — И-153, ЛаГГ-3, Як-1, Як-3, Як-7, Як-9, Ла-5.
Всего сбил 21 самолёт противника, 19 лично (11 Фокке-Вульф FW-190, 3 Мессершмитт Bf.109, 4 Юнкерс Ю-87 «Штука», 1 Юнкерс Ju 88) и 2 в составе группы (Фокке-Вульф Fw 189).
Награждён двумя орденами Красного Знамени, орденом Отечественной войны 1-й степени, медалями.
26 января 1944 сменил фамилию Адольф на Киселёв, а отчество Викторович на Иванович.
Представлен к награждению званием Героя Советского Союза за мужество, отвагу и геройство, проявленные в боях и лично сбитые при этом 14 самолётов противника. Указом Президиума Верховного Совета СССР «О присвоении звания Героя Советского Союза офицерскому составу военно-воздушных сил Красной Армии» от 4 февраля 1944 года за «образцовое выполнение боевых заданий командования на фронте борьбы с немецкими захватчиками и проявленные при этом отвагу и геройство» был удостоен звания Героя Советского Союза с вручением ордена Ленина и медали «Золотая Звезда».
Погиб 4 февраля 1945 во время вражеского авианалёта на аэродром города Реппен (ныне Жепин).
Похоронен в городе Нойштадт (Польша). Впоследствии перезахоронен на кладбище города Варшава — Прага, станция Брудно. Имя С. И. Киселёва нанесено на плите, установленной на Мемориале Победы в Севастополе.